# Rehilamiento
Rehilamiento es el término con el que se denominan las particularidades que presentan ciertos fonemas en su realización. Sirve para distinguir entre sonidos diferentes pero que tienen idéntico punto y modo de articulación. Su uso se generalizó a raíz de los estudios de Tomás Navarro Tomás, y fue ampliamente seguido por sus contemporáneos.

## Definición
Navarro Tomás define rehilamiento como 
“vibración relativamente intensa y resonante con que se producen ciertas articulaciones [...] no solo en la laringe, sino en el punto de articulación, y el efecto acústico que produce”. 
Navarro Tomás desarrolla este concepto a raíz de las similitudes entre los sonidos [ẓ] y [đ], de los cuales el primero presentaría rehilamiento. Otros estudiosos, como Zamora Vicente o Amado Alonso, continuarán estudiando este fenómeno, llevándolos al estudio de sonidos incluso que se dan solo en algunos lugares y no en toda la geografía hispanohablante. Aparece en el Diccionario de términos filológicos de Lázaro Carreter.
Tras estos trabajos, la fonética española recogió el término rehilado para referirse, pues, a sonidos de este tipo, aunque no todos los autores eran capaces de ofrecer la misma lista cerrada de sonidos que tenían esta característica.

## Contexto
La tradición filológica española, en sus estudios de fonética, consideraba fricativo como el concepto opuesto al de oclusivo. Junto a los alófonos oclusivos [b], [d] y [g], existen otros, ampliamente extendidos en el habla castellana, que eran entendidos como fricativas [ƀ] [đ] [ǥ]. Quedaban incluidos, pues, en la categoría de fricativas, una serie de sonidos que presentaban particularidades en cuanto al resto de las fricativas, llegando a la coincidencia de los rasgos de modo de articulación y punto de articulación entre ambos. Es, por tanto, la coincidencia entre ambos la que hace necesaria la aparición del concepto del rehilamiento.

## Las aproximantes espirantes
El avance de la investigación en fonética española supuso un giro radical en cuanto al concepto de rehilamiento. Actualmente la fonética distingue claramente entre consonantes verdaderamente fricativas (que, en los espectrogramas muestran zonas de ruido que no muestran las aproximantes) y las aproximantes como tal, sin zonas de ruido en sus espectrogramas. La extensión de este concepto se ha supuesto clave para poder distinguir los sonidos rehilados de los que no lo son. 

## Rehilamiento es fricción
En conclusión, los sonidos que la tradición conoció como rehilados se corresponden, en realidad, con los sonidos fricativos, mientras que muchos sonidos que eran considerados fricativos en realidad presentan las características de los sonidos aproximantes espirantes.